# Kakwa Mountain
Kakwa Mountain är ett berg i Kanada.   Det ligger på gränsen mellan Alberta och British Columbia, i den västra delen av landet, 3 300 km väster om huvudstaden Ottawa. Toppen på Kakwa Mountain är 2 295 meter över havet, eller 663 meter över den omgivande terrängen. Bredden vid basen är 6,9 km.
Terrängen runt Kakwa Mountain är huvudsakligen kuperad. Trakten runt Kakwa Mountain är nära nog obefolkad, med mindre än två invånare per kvadratkilometer.. Det finns inga samhällen i närheten.
I omgivningarna runt Kakwa Mountain växer i huvudsak barrskog.